# Soera De Rook
Soera De Rook is een soera van de Koran.
De soera is vernoemd naar de rook die op de Laatste Dag te zien zal zijn. De farao wordt genoemd en daarnaast wordt er een beeld gegeven van de verschrikkingen in de hel.

## Bijzonderheden
Aya 15 zou niet zijn geopenbaard in Mekka. De soera heeft overeenkomsten met Joël, Handelingen van de Apostelen en Exodus.